# Eleccions al Consell Insular de Menorca de 2023
Les eleccions al Consell Insular de Menorca de 2023 van ser les cinquenes eleccions al Consell Insular de Menorca i es van celebrar el 28 de maig de 2023. Les eleccions foren simultànies a les eleccions al Parlament de les Illes Balears de 2023 i les eleccions municipals espanyoles de 2023.
El Partit Popular va ser el partit més votat, i la majoria d'esquerres que havia governat el Consell Insular de Menorca des de 2015, encapçalada pel PSOE amb el suport de Més per Menorca i Podem-EUIB no va aconseguir representació suficient per reeditar el seu pacte. Podem-EUIB perdia la seva representació al Consell en favor de Vox en unes eleccions altament disputades.
Com a representant de la llista més votada, i en absència de majoria alternativa, el candidat del Partit Popular, Adolfo Vilafranca resultà en President electe de la institució que es troba pendent de constitució en aquest moment.
Com a resultat de les negociacions del Partit Popular amb VOX per al nomenament de Margalida Prohens com a Presidenta del Govern de les Illes Balears, s´estableix la condició de que la representant de VOX al Consell Insular de Menorca, entre al Consell de Govern del Consell Insular de Menorca.

## Candidatures
Totes les candidatures van ser presentades a la Junta Electoral Central escaient i aprovades. A més, van ser publicades al Butlletí Oficial de les Illes Balears (BOIB).
| Candidatura | Candidatura                                        | Cap de llista                     |
| ----------- | -------------------------------------------------- | --------------------------------- |
|             | Partit Popular (PP)                                | Adolfo Vilafranca Florit          |
|             | Partit Socialista de les Illes Balears (PSIB-PSOE) | Susana Mora Humbert               |
|             | Podem-Esquerra Unida (PODEM-EUIB)                  | Nati Benejam Bagur                |
|             | Més per Menorca (MxMe)                             | Josep Juaneda Mercadal            |
|             | Vox (Vox)                                          | María Teresa de Medrano de Olives |
|             | Ciutadans - Partit de la Ciutadania (Cs)           | Eugenio Ayuso Fernandez           |
|             | Projecte Liberal Espanyol (P.LI.E)                 | Gabriela María Cáceres Murcia     |

## Resultats
|                                            |                                                         |        |       |        |     |  |
| Partit                                     | Partit                                                  | Vots   | %     | Escons | +/– |  |
|                                            | Partit Popular (PP)                                     | 15.307 | 39,38 | 6      | ▲2  |  |
|                                            | Partit Socialista de les Illes Balears (PSIB–PSOE)      | 10.554 | 27,15 | 4      | =   |  |
|                                            | Més per Menorca (MxMe)                                  | 6.772  | 17,42 | 2      | 1   |  |
|                                            | Vox (VOX)                                               | 2.420  | 6,23  | 1      | ▲1  |  |
|                                            |                                                         |        |       |        |     |  |
|                                            | Podem-Esquerra de Menorca-Esquerra Unida (Unides Podem) | 2.388  | 6,14  | 0      | 1   |  |
|                                            | Ciutadans - Partit de la Ciutadania (Cs)                | 517    | 1,33  | 0      | 1   |  |
|                                            | Projecte Liberal Espanyol (PLIE)                        | 170    | 0,44  | 0      | =   |  |
| Total                                      | Total                                                   | 38.128 | n/a   | 13     | =   |  |
|                                            |                                                         |        |       |        |     |  |
| Vots vàlids                                | Vots vàlids                                             | 38.871 | n/a   |        |     |  |
| Vots nuls                                  | Vots nuls                                               | 606    | 1,54  |        |     |  |
| Participació                               | Participació                                            | 39.477 | 55,03 |        |     |  |
| Cens                                       | Cens                                                    | 71.738 |       |        |     |  |
| Font: Junta Electoral de les Illes Balears |                                                         |        |       |        |     |  |

### Consellers electes
| PP | PSIB                                                                                            | MxMe                                             | VOX                                  |
| 1. Adolfo Vilafranca Florit 2. Carmen Reynés Calvache 3. Juan Domingo Pons Torres 4. Maria Antonia Taltavull Fernández 5. José Simón Gornes Hachero 6. Nuria Torrent Pallicer | 1. Susana Mora Humbert 2. Eduardo Robsy Petrus 3. Bàrbara Torrent Bagur 4. José Pastrana Huguet | 1. Josep Juaneda Mercadal 2. Noemí García García | 1. Maria Teresa de Medrano de Olives |
| A la candidatura proclamada al BOIB núm 056 de 2 de maig de 2023, per el Partit Popular es presentaven al número 4. Elvira Capó García, i al número 5. José Manuel Morales Bosch, que amb posterioritat a les eleccions van renunciar a prendre possessió del càrrec, essent substituïts per els següents membres de la llista. |                                                                                                 |                                                  |                                      |